# Dunakömlőd
Dunakömlőd (latinul: Lussonium, németül: Kimling, szlovákul: Dunajská Kemlá) korábban önálló község volt, 1978 óta Paks egyik városrésze.

## Fekvése

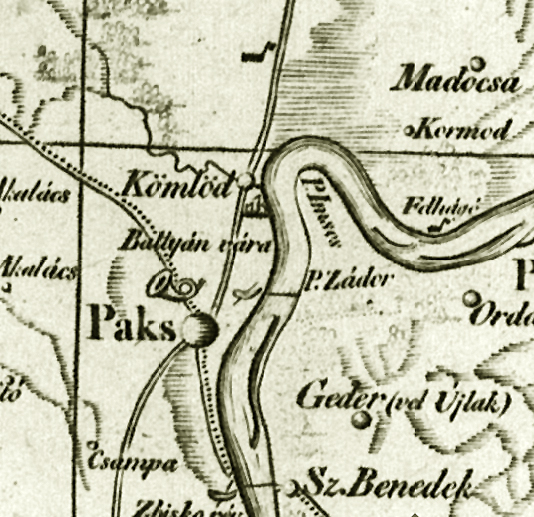
Paks és Dunakömlőd egy 1809-es térképrészleten.

A Dél-Mezőföld keleti peremén, Tolna vármegye keleti peremén, Pakstól mintegy 5 kilométerre északra helyezkedik el, a Duna jobb partjához közel. 

### Megközelítése
Területét átszeli, központját is érintve, észak-déli irányban a 6-os főút, így ez a legfontosabb közúti elérési útvonala. A környező települések közül Madocsával és Bölcskével az 5111-es út köti össze.
A hazai vasútvonalak közül a települést a Pusztaszabolcs–Paks-vasútvonal érinti. A vonal ezen szakaszán 2009-ben megszűnt a személyforgalom.

## Története

### Római kor
Egyik dombja tetején épült (valószínűleg az 1. század közepén) a Római Birodalom limesének Lussonium nevű erődje, amelynek feltárása ma is folyik. Sok értékes leletre bukkantak itt, többek közt úgynevezett „római katonai diplomákra”, két fémszállal összefűzött 10×13 centiméteres bronzlemezekre, amelyek a veterán katona által megszerzett jogokat tartalmazták. Az első katonai diplomát 1969-ben dr. Visy Zsolt fedezte fel. A harmadik ezredforduló után itt alakították ki Tolna megye első római romkertjét.

### A középkortól
Csánki Dezső szerint Kömlőd az 1510-es években legalább vásáros helynek számított, de lehet, hogy mezővárosi ranggal is bírt. A török hódoltság és a 17. század véres harcai azonban csaknem teljesen elpusztították a települést. 1776-ban csak 25 család lakott itt.
1705-ben Vak Bottyán a dombon épített fellegvárat, amelyet azóta Bottyán-várnak neveznek. Vak Bottyánnak ma szobra van Dunakömlődön.
Dunakömlődre 1785-ben 157 német család települt. Szent Imre nevére szentelt temploma 1789-ben épült.
Dunakömlőd a második világháború után a hazai németek kitelepítése által leginkább sújtott települések közé tartozott.

## Nevének eredete
A Szent Miklósról elnevezett egykori madocsai bencés apátság alapítólevele, amelyet 1145-ben kelteztek, II. Géza király idejében, Kemled néven említi a községet, amely a dokumentum szerint a Zeenthemagoch nemzetségbeli Joachimé volt. 1336-ban Kumlend, 1333-ban Keulend, 1334-ben Kemleud néven említik a források, 1502-ben már Kömlőd. Dunakömlődnek 1903 óta nevezik. Előtagját a községnevek törzskönyvezéséről szóló törvény alapján kapta, mert nem lehetnek azonos nevű települések az országban. (Komárom-Esztergom vármegyében is létezik egy Kömlőd nevű község, előtag nélküli elnevezéssel.)

## Turizmus
Bár a falu dombokra épült, nem hegyekre, az 1980-as évek közepe óta kivilágítható sípályája van, felvonóval. A kis tengerszint feletti magassága ellenére (125–185 méter) minden télen sikerül beüzemelni.
A falunak messze földön híres halászcsárdája is van, ahová gyakran térnek be a 6-os főúton elhaladók.

## Híres emberek
- Itt született Hornok Magdolna festő (1948)[4]
- Itt él Fiola Attila U21-es válogatott labdarúgó.

## Képgaléria

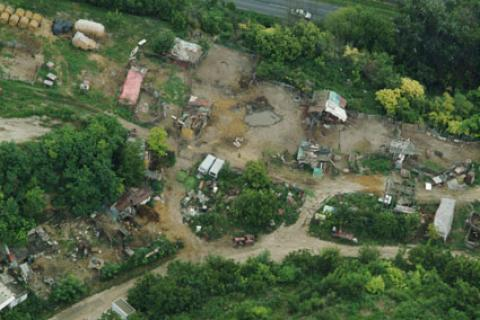
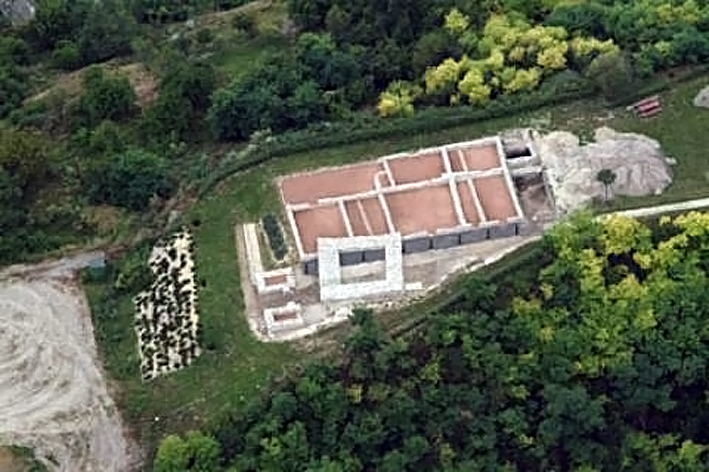
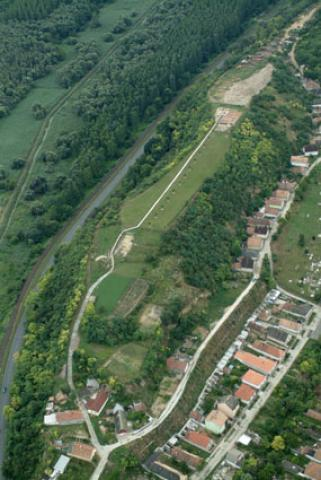
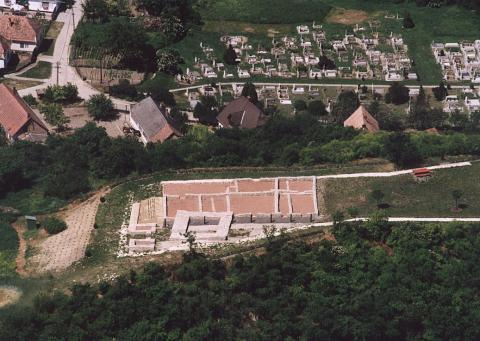